# 127-й лёгкий горнострелковый корпус
127-й лёгкий горнострелковый Краснознамённый  корпус — воинское соединение Вооружённых Сил СССР во время Великой Отечественной войны.

## Формирование и боевые действия
Корпус сформирован 08.03.1944 года на Карельском фронте путём переформирования 2-го легкострелкового корпуса, созданного 27.02.1944 года
В действующей армии с 08.03.1944 года по 15.11.1944 года и с 16.02.1945 года по 11.05.1945 года.
В июне 1944 года из резерва фронта переброшен на рубеж реки Свирь для участия в Свирско-Петрозаводской операции. Введён в бой 06.07.1944 года на стыке между 4-м и 37-м корпусами. Корпусу была придана 7-я гвардейская танковая бригада. Перед корпусом стояла задача разгромить противника западнее посёлка Уома и вместе с 4-м корпусом уничтожить финские войска в районе Питкяранты, которая была взята 10.07.1944 года. 11.07.1944 года корпусу была поставлена задача прорвать оборону противника западнее Кивиярви и выйти в тыл сортавальской группировке финских войск. Упорные, ожесточённые бои продолжались до 27.07.1944, но овладеть Лоймолой и выйти в тыл сортавальской группировке финнов не удалось.
Затем корпус был переброшен в Заполярье.
Перед началом Петсамо-Киркенесской операции соединения корпуса находились во втором эшелоне 14-й армии. 12.10.1944 части корпуса участвовали в овладении Луостари и подошли к подступам Петсамо. Корпус также оставался во втором эшелоне армии и был введён в бой 12.10.1944 для наступления в общем направлении на Никель, взломал оборону противника и 22.10.1944, вместе с другими частями полуокружил посёлок, а 22.10.1944 года участвовал в его взятии.
До ноября 1944 года находился в Норвегии, выведен в резерв, и 20.02.1945 года прибыл в район Бельско (Чехословакия), сосредоточившись к началу марта 1945 года. В корпусе не хватало автотранспорта и коней.
С 24.03.1945 года начинает наступление в ходе Моравско-Остравской наступательной операции, однако в первый день наступления не продвинулся. Штурмовал Моравско-Остравский укреплённый район в течение всего апреля 1945 года, 30.04.1945 части корпуса участвовали в освобождении Моравской Остравы.
Корпус закончил боевые действия участием в Пражской операции.

## Полное наименование
127-й лёгкий горнострелковый Краснознамённый корпус

## Боевой состав
| Дата       | Фронт                | Армия                 | В составе (стрелковые)                                                                                                | Другие части, в том числе приданные | Примечания |
| ---------- | -------------------- | --------------------- | --- | --- | ---------- |
| 01.04.1944 | Карельский фронт     | 19-я армия            | 30-я лыжная бригада 32-я лыжная бригада 33-я лыжная бригада                                                           | 196-й отдельный батальон связи 2970-я полевая почтовая станция 905-й горный корпусной артиллерийский полк |            |
| 01.05.1944 | Карельский фронт     | 19-я армия            | 30-я лыжная бригада 32-я лыжная бригада 33-я лыжная бригада                                                           | 196-й отдельный батальон связи 2970-я полевая почтовая станция 905-й горный корпусной артиллерийский полк |            |
| 01.06.1944 | Карельский фронт     | 19-я армия            | 30-я лыжная бригада 32-я лыжная бригада 33-я лыжная бригада                                                           | 196-й отдельный батальон связи 2970-я полевая почтовая станция. 905-й горный корпусной артиллерийский полк |            |
| 01.07.1944 | Карельский фронт     | 7-я армия             | 30-я лыжная бригада 32-я лыжная бригада 33-я лыжная бригада                                                           | 196-й отдельный батальон связи 2970-я полевая почтовая станция. 905-й горный корпусной артиллерийский полк |            |
| 01.08.1944 | Карельский фронт     | 7-я армия             | 30-я лыжная бригада 32-я лыжная бригада 33-я лыжная бригада                                                           | 196-й отдельный батальон связи 2970-я полевая почтовая станция. 905-й горный корпусной артиллерийский полк |            |
| 01.09.1944 | Карельский фронт     | 32-я армия            | 27-я стрелковая дивизия                                                                                               | 196-й отдельный батальон связи 2970-я полевая почтовая станция. 905-й горный корпусной артиллерийский полк |            |
| 01.10.1944 | Карельский фронт     | 14-я армия            | 3-я бригада морской пехоты 69-я морская стрелковая бригада 70-я морская стрелковая бригада                            | 196-й отдельный батальон связи 2970-я полевая почтовая станция. 905-й горный корпусной артиллерийский полк |            |
| 01.11.1944 | Карельский фронт     | 14-я армия            | 69-я морская стрелковая бригада 70-я морская стрелковая бригада                                                       | 196-й отдельный батальон связи 2970-я полевая почтовая станция. 905-й горный корпусной артиллерийский полк |            |
| 01.12.1944 | Резерв Ставки ВГК    | 19-я армия            | 3-я бригада морской пехоты 72-я морская стрелковая бригада 31-я лыжная бригада 31-й отдельный батальон морской пехоты | 905-й горный корпусной артиллерийский полк |            |
| 01.01.1945 | Резерв Ставки ВГК    | 19-я армия            | 3-я морская стрелковая бригада 69-я морская стрелковая бригада 70-я морская стрелковая бригада                        | 905-й горный корпусной артиллерийский полк |            |
| 01.02.1945 | Резерв Ставки ВГК    |                       | 3-я горнострелковая бригада 69-я горнострелковая бригада 70-я горнострелковая бригада                                 | 905-й горный корпусной артиллерийский полк |            |
| 01.03.1945 | 4-й Украинский фронт | 38-я армия            | 3-я горнострелковая бригада 69-я горнострелковая бригада 70-я горнострелковая бригада                                 | 196-й отдельный батальон связи 80-й отдельный сапёрный батальон 270-я отдельная автотранспортная рота 515-я полевая авторемонтная база 2970-я полевая почтовая станция 905-й горный корпусной артиллерийский полк  |            |
| 01.04.1945 | 4-й Украинский фронт | 38-я армия            | 3-я горнострелковая бригада 69-я горнострелковая бригада 70-я горнострелковая бригада                                 | 196-й отдельный батальон связи 80-й отдельный сапёрный батальон 270-я отдельная автотранспортная рота 515-я полевая авторемонтная база 2970-я полевая почтовая станция. 905-й горный корпусной артиллерийский полк |            |
| 01.05.1945 | 4-й Украинский фронт | 1-я гвардейская армия | 3-я горнострелковая бригада 69-я горнострелковая бригада 70-я горнострелковая бригада                                 | 196-й отдельный батальон связи 80-й отдельный сапёрный батальон 270-я отдельная автотранспортная рота 515-я полевая авторемонтная база 2970-я полевая почтовая станция. 905-й горный корпусной артиллерийский полк |            |

## Командование
- Голованов, Григорий Васильевич (с 08.03.1944 по 12.07.1944), генерал-майор
- Алексеев, Зиновий Нестерович (с 08.03.1944 по 12.07.1944), генерал-майор
- Жуков, Георгий Андреевич (с 28.09.1944 по 11.05.1945), генерал-майор

## Награды и наименования
| Награда (наименование) | Дата                                                           | За что награждена |
| ---------------------- | -------------------------------------------------------------- | --- |
| Орден Красного Знамени | Указ Президиума Верховного Совета СССР от 31 октября 1944 года | За образцовое выполнение заданий командования в боях с немецкими захватчиками, за овладение городом Петсамо (Печенга) и проявленные при этом доблесть и мужество. |